# Toastmasters
A Toastmasters International (TI) egy nemzetközi, nonprofit oktatási szervezet, amelynek célja, hogy klubjain keresztül segítse fejlődni a tagok kommunikációs, nyilvános beszélői és vezetői készségeit. Több ezer klubon keresztül kínál kommunikációs és vezetői programokat, amelyek célja, hogy az embereknek segédeszközt adjon a nyilvános beszéd művészetének elsajátításához.

### Magyar klubok
2014 óta már magyar nyelvű klubok is működnek Magyarországon. Elsőként a Pestbeszéd, majd nem sokkal később a SzóDa alakult, majd a Budapest Business Branch, végül a Saturday Club. Vidéki klubok alakultak Szegeden, Veszprémben, illetve Debrecenben is.

### Angol klubok
Az első Toastmasters klub Magyarországon a Budapest Toastmasters volt, ezt követte később a Skylarks.

### Nemzetközi Beszéd Verseny
A Toastmasters szervezet minden évben megrendezi a Nemzetközi beszéd versenyét. Klub szintű megmérettetéssel kezdődik, majd egyre magasabb szinten folytatódik (Terület, Körzet, Kerület), hogy végül a Toastmasters éves találkozóján egy döntőn fejeződjön be. A nyertes  a "Nyilvános beszéd világbajnoka" címet nyeri el. 2016-ban, első magyarként Szűcs László jutott ki a döntőre.